# Dolichoderini
Tribu
Dolichoderini est une tribu d'insectes hyménoptères de la famille des Formicidés (fourmis) et de la sous-famille des Dolichoderinae.

## Systématique
Cette tribu a été créée en 1878 par Auguste Forel (1848-1931).

## Liste des genres
Selon Paleobiology Database, cette tribu contient les trois genres suivants :
- Dolichoderus Lund, 1831
- Forelius Emery, 1888
- Linepithema Mayr, 1866

## Publication originale
- A. Forel, Études myrmécologiques en 1878 (première partie) avec l'anatomie du gésier des fourmis, vol. 15, coll. « Bulletin de la Société Vaudoise des Sciences Naturelles », 1878, 337-392 p.